# پال باکو
پال باکو (مجاری: Bakó Pál؛ زادهٔ ۸ ژوئن ۱۹۴۶) ورزشکار پنج‌گانه مدرن اهل مجارستان است.
وی در مسابقات کشوری و بین‌المللی در مجموع برندهٔ ۱ مدال نقره شده‌است.